# 圣西尔欧蒙多尔
圣西尔欧蒙多尔（法語：Saint-Cyr-au-Mont-d'Or，法語發音：[sɛ̃ siʁ o mɔ̃ dɔʁ]，意为“在奥尔山的圣西尔”）是法国里昂大都会的一个市镇，属于里昂区。

## 地理
圣西尔欧蒙多尔（45°48'52"N, 4°49'5"E）面积7.29 平方千米，位于法国奥弗涅-罗讷-阿尔卑斯大区里昂大都会，后者为法国的一个特殊地位集体，自2015年脱离罗讷省成立，位于法国中东部，中心城市为里昂。
与圣西尔欧蒙多尔接壤的市镇（或旧市镇、城区）包括：科隆日欧蒙多尔、库宗欧蒙多尔、里昂、波莱米约欧蒙多尔、圣迪迪耶欧蒙多尔、圣罗曼欧蒙多尔。
圣西尔欧蒙多尔的时区为UTC+01:00、UTC+02:00（夏令时）。

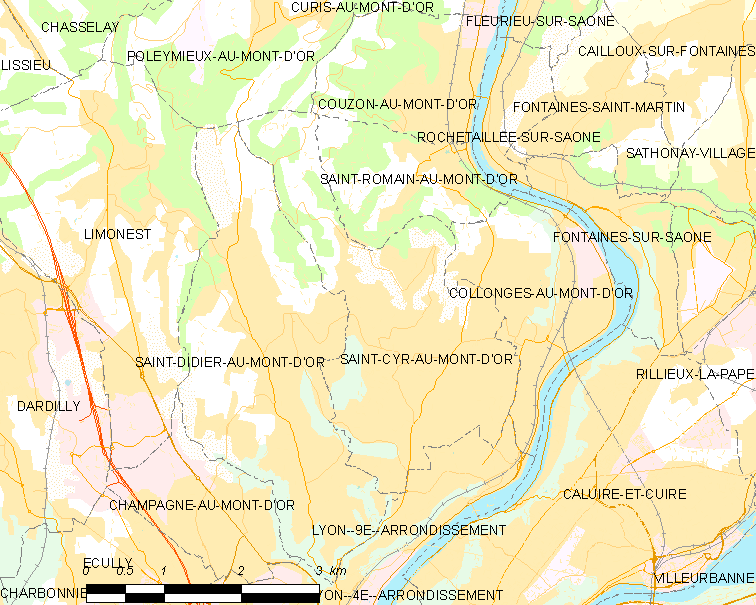
圣西尔欧蒙多尔的OSM定位图

## 行政
圣西尔欧蒙多尔的邮政编码为69450，INSEE市镇编码为69191。

## 政治
圣西尔欧蒙多尔的现任市长为帕特里克·吉约（Patrick Guillot）先生，任期为2020-2026年。

## 人口

1962-2008年间圣西尔欧蒙多尔人口变化图示

圣西尔欧蒙多尔于2022年1月1日时的人口数量为6113人。